# Vittorio Agnoletto

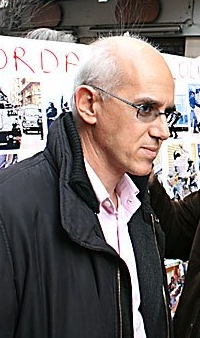
Vittorio Agnoletto

Vittorio Emanuele Agnoletto (n. 6 martie 1958, Milano) este un om politic și un medic italian, membru al Parlamentului European în perioada 2004-2009 din partea Italiei. 